# Rókacsillag
A Rókacsillag vitatott azonosítású égi objektum a magyar népi hiedelemvilágban, folklórban. Lehetséges, sőt valószínű, hogy az elnevezés eredetileg sem volt egységes a magyaroknál, tekintettel arra, hogy a róka hasonlat kézenfekvő lehetett színe, de akár alakja miatt is sok csillagászati objektum megnevezésére.
A rendelkezésre álló források alapján valószínűsíthetően egyetlen helyi tájegységben sem azonos a Kis Róka (Vulpecula) csillagképpel.
Színük miatt szóba jöhetnének a vörös árnyalatú csillagok, esetleg a Mars bolygó. Alakjuk miatt egyes csillagképek, csillaghalmazok.
Érdekes módon az üstökösöket egyik forrás sem nevezi meg mint lehetséges, kézenfekvő megoldást. Sem az egyik legfényesebb vörös óriás csillagot, az Aldebarant, sem a Betelgeuzét. És a Mars bolygót sem.

## Néhány valószínűbb, lehetséges azonosítás

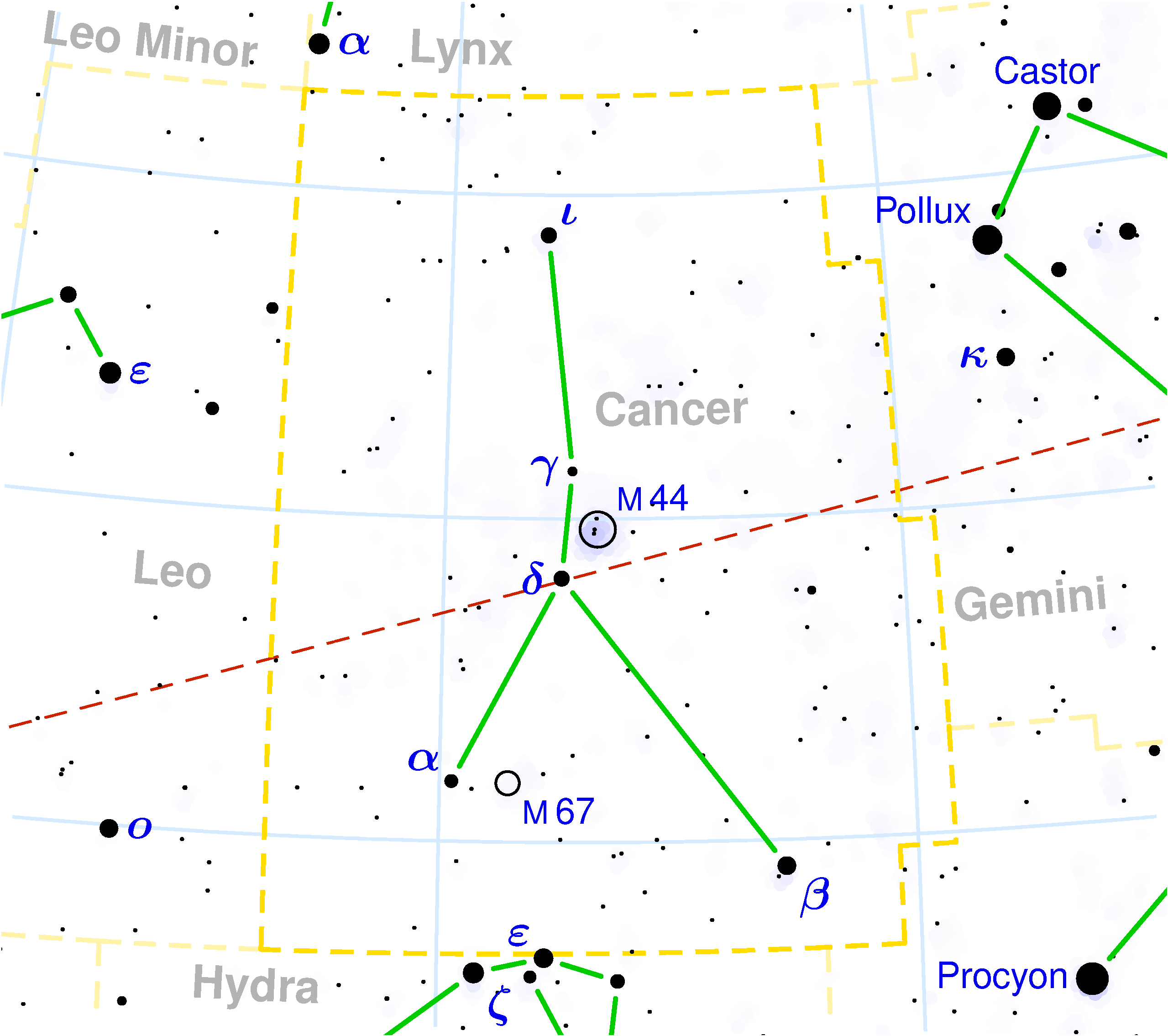
A Rák csillagkép
(A piros szaggatott vonal a Föld pályasíkjának égi vetületét jelzi.
Itt nincs jelentősége.)

### Kozma Juditgyűjtése szerint
Kozma Judit gyűjtése szerint a Rák (Cancer) csillagkép delta és gamma jelzésű csillagai, amelyeket egyébként más magyar mondákban Szamárkáknak neveznek.

### Bartha Lajos, illetveZsigmond Győzőszerint

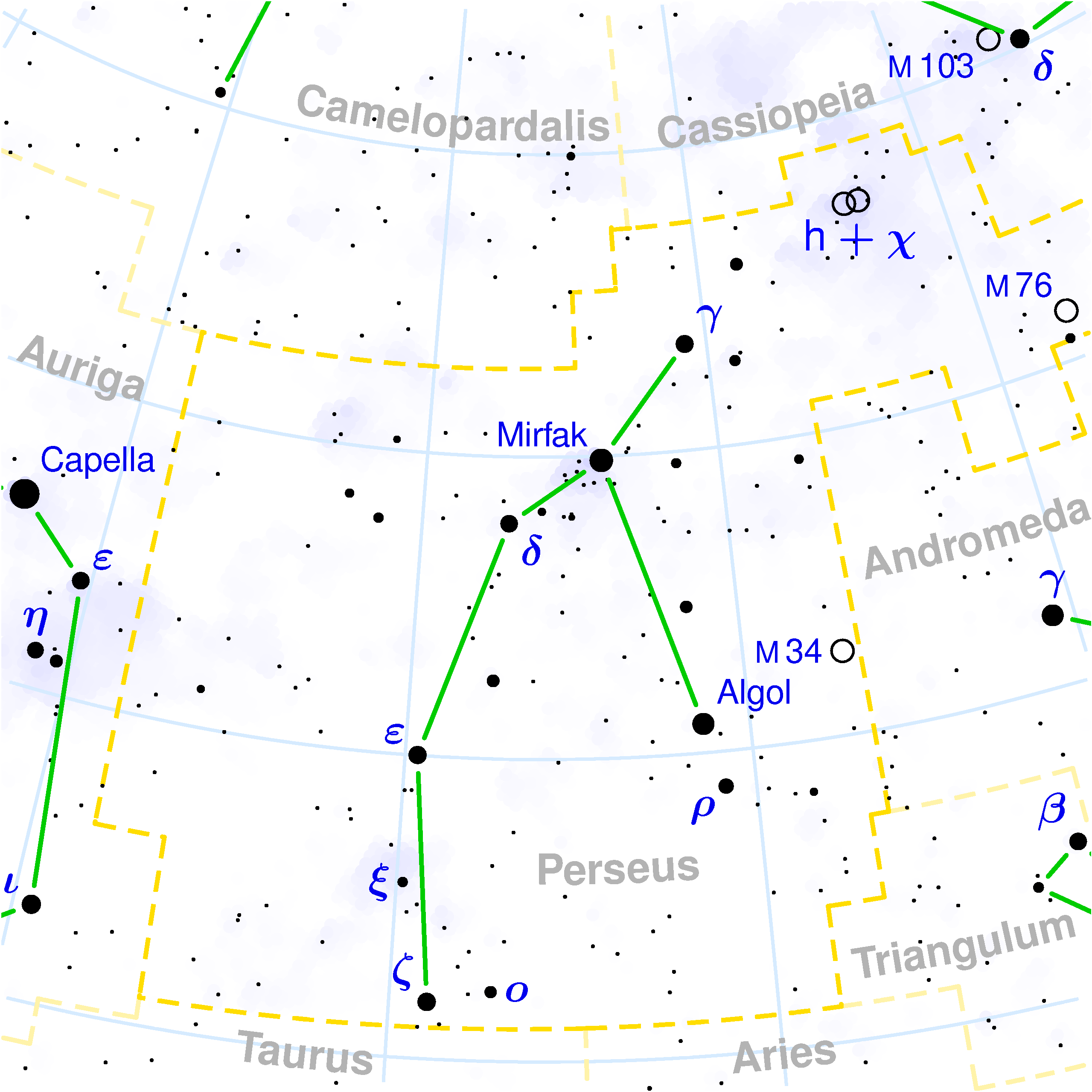
A Perseus csillagkép.
Az Alfa Persei itt Mirfak néven lett feltüntetve.

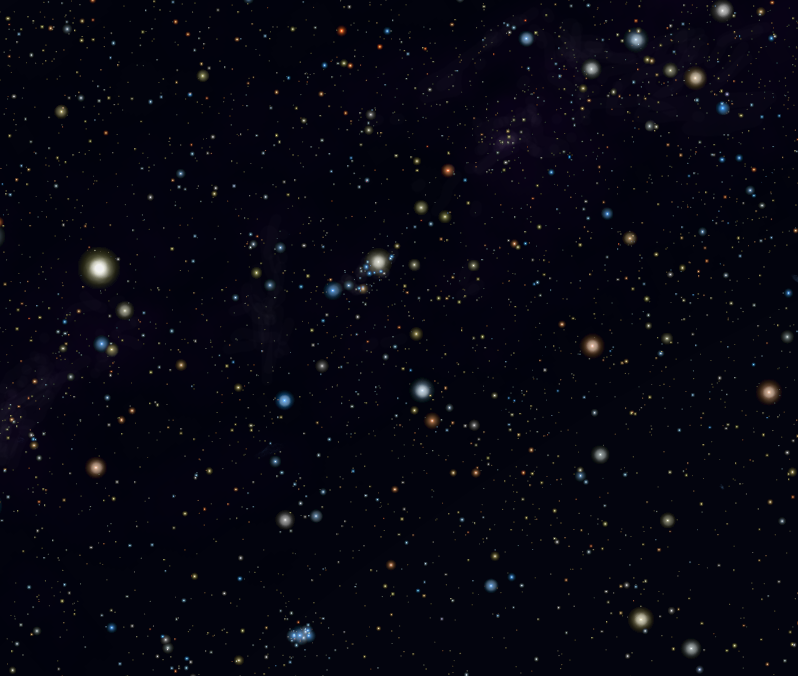
A Perseus csillagkép fotója.
A relatív túlexponáltság ellenére jól kivehető az Alfa Persei, azaz a Mirfak körüli halvány csillagfüzér. Érdemes megnézni a nagyításon. „Mintha egy róka össze lenne tekeredve.” illetve „... mint a csiga ...”

Bartha Lajos Csillagképek ismerete szerint az „Alfa Persei. Arab neve Al Janab, ebből lett a mai Algenib. (...) Környezetében számos halványabb csillag felhője látszik. Egy mozgó halmaz központja. Lehet, hogy a magyar mondában ez a »Róka-csillag«.”
Az erdélyi magyarság hiedelemvilágában egy Zsigmond Győző által rögzített alcsíki beszámoló szerint: „Mintha egy róka össze lenne tekeredve. Inkább ősszel, DK-re látszik ez a csoport csillag. Ritkán lehet látni”
Moldvai csángóknál (Bartha Lajos értelmezi Zsigmond gyűjtéseit):
„Zsigmond Győzőtől: Rókacsillag. »Mintha egy róka össze lenne tekeredve.... Inkább ősszel, délkeletnek látszik ez a csoport csillag... Sürü csillag, mint a csiga, meg van tekeredve« (Moldvai csángó.)

Nem azonosították, a feljegyző néprajzos nem látta, csak elmondták neki. Van egy gyanúm: az alfa Persei körüli csillagfelhő (Mel 20). Igaz, az délkeletre látszik ősszel éjjel, de ennyi iránytévesztés máshol is előfordul. Meg lehet próbálni, puszta szemmel látszik-e, és milyennek a Persus feje körüli csillagfelhő?”
A Perszeuszban található csillaghalmaz megfelelhet ennek a leírásnak, ugyanis hazánkban az őszi égbolton, a kora esti órákban a Perszeusz délkeleti irányban látható. Az, hogy ritkán, esetleg annak tudható be, hogy a halvány csillagok megfigyelésének nem kedvez az őszi időjárás.